# Вишневе (Правдинський район)
Вишне́ве (рос. Вишнёвое), до 1946 року — Альтендорф (нім. Altendorf) — селище в Правдинському районі Калінінградської області Російської Федерації. Входить до складу Желєзнодорожного міського поселення.